# Escuela de negocios de Normandía
La Escuela de negocios de Normandía (École de management de Normandie - EM Normandie), fue fundada en Le Havre (Francia) en 1871 y es una de las primeras escuelas de negocios creadas en Francia y de Europa. 
La escuela ha obtenido las acreditaciones internacionales de EQUIS, EPAS, y AACSB.
Cerca de 500 alumnos, provenientes de 20 países. La escuela tiene más de 16 000 egresados.

## Campus
La Escuela de negocios de Normandía tiene cinco campus en Francia, en el Reino Unido y en Irlanda:

### Campus deLe Havre(Francia)
Fue creado en 1871. Le Havre se ubica en la región de Normandía. Está a dos horas de París en tren.
Su puerto es el segundo más grande de Francia, detrás de Marsella para tráfico total y el más grande de Francia en términos de puerto de contenedores.
Es el campus más antiguo. El nuevo campus de Le Havre abrió en septiembre de 2020, se sitúa en el centro de la metrópolis marítima. Se construyó un nuevo edificio de 10 700 m², abierto y futurista, ofreciendo nuevos espacios de formación y de vida adaptados a los estudiantes.
Está adaptado para el "Twinning delivery", que permite a los profesores dar clases en presencial y al mismo tiempo a distancia.

### Campus deCaen(Francia)
Fue creado en 1987. Caen se ubica también en la región de Normandía a dos horas de París. 
Es el segundo campus más importante detrás de le Havre. En septiembre de 2016, el campus se extendió para recibir una mayor cantidad de estudiantes.

### Campus deParís(Francia)
Fue creado en 2013.
Se ubica en el XVI Distrito de París. Recibe alumnos de pregrado y posgrado. 

### Campus deOxford(Reino Unido)
Fue creado en 2014.
El campus de Oxford comparte sus edificios con el City of Oxford College (Activate Learning), se ubica cerca de los transportes públicos y del centro comercial  Westgate Shopping Centre. Un café, una cafetería, un gimnasio, una biblioteca, una peluquería y un salón de belleza están disponibles en el campus. Todos los cursos son 100% en inglés. El prestigioso Magíster Banking, Finance and FinTech está impartido en este campus desde septiembre de 2017.

### Campus deDublín(Irlanda)
Fue creado en 2017.
El campus de Dublín se ubica cerca del Distrito Financiero. Es el segundo campus en el extranjero. Todos los cursos son 100% en inglés. 

## Internacional
EM Normandie tiene más de 200 universidades asociadas en más de 60 países. Permite a los estudiantes de poder ir de intercambio uno o dos semestres. Está asociada por ejemplo a las, Universidad Diego Portales, Universidad Técnica Federico Santa María, Tecnológico de Monterey, Universidad del Siglo 21, Universidad Complutense, Politécnico di Milano, Nottingham Trent University, Nanyang Tecnological University, University of North Florida, Universidade Nova do Lisboa, KU Leuven, Curtin University.
Además con su presencia en el extranjero con sus dos campus Oxford y  Dublín, ofrece la posibilidad a sus estudiantes de seguir el 100% de su carrera en inglés.

## Graduados famosos
- Shonnead Dégremont (Promoción 2018), fundadora de Petites Culottées[20]
- Louis Haincourt (Promoción 2018), fundador de Dealer de coque y cofundador de Mama Poké[21]
- Vincent Porquet (Promoción 2011), cofundador de Fizzer (postal)[22]
- Orelsan (Promoción 2004), un rapero francés
- Michel Wolfovski (Promoción 1982), director financiero del Club Med[23]
- Claude Changarnier (Promoción 1982), vicepresidente finanzas y administración Microsoft internacional[24]